# モーガン・スパークス

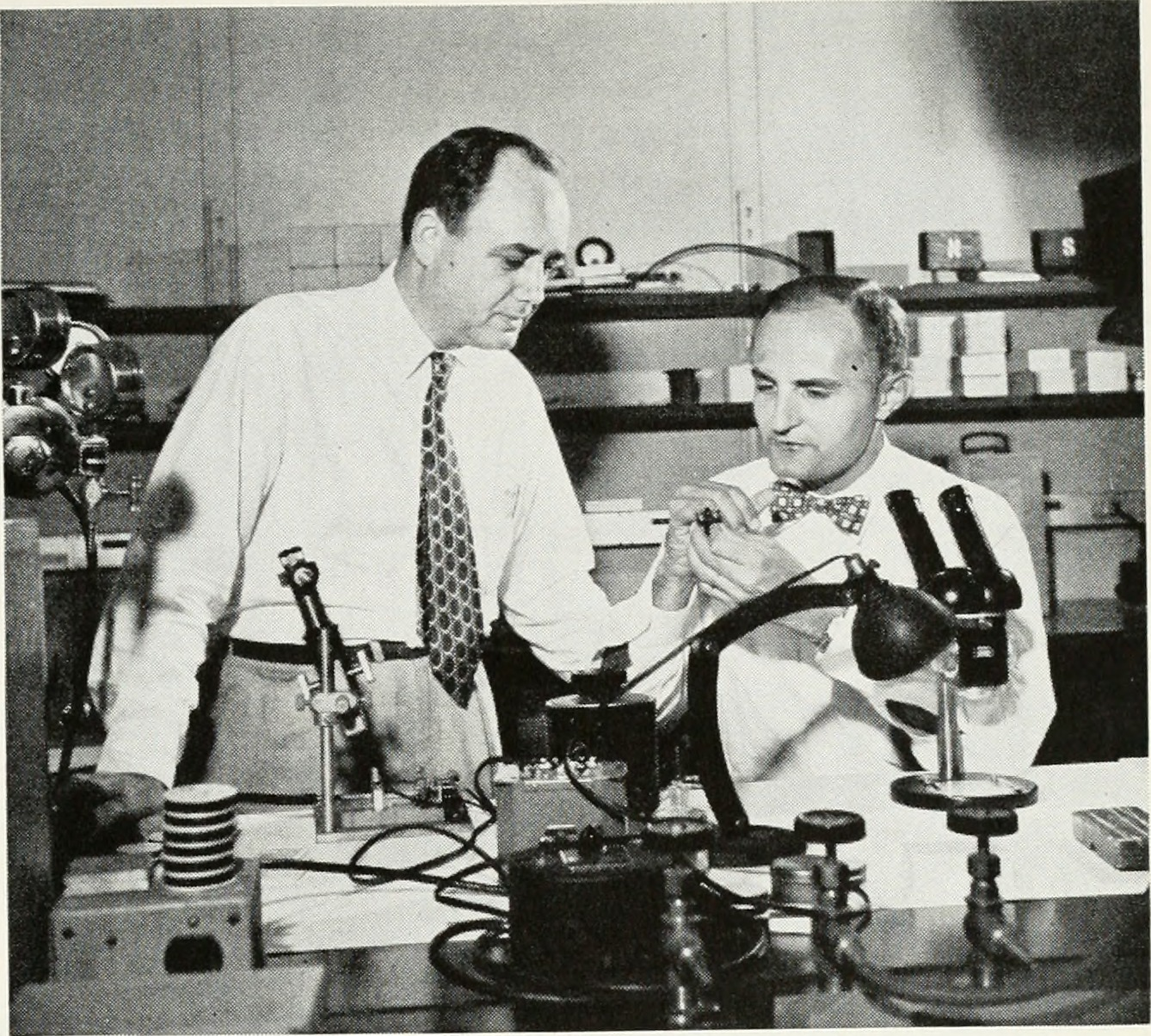
モーガン・スパークス（右）とゴードン・ティール （1953年）

モーガン・スパークス（Morgan Sparks、1916年7月6日 - 2008年5月3日）は、米国の科学者、エンジニア。
1951年にマイクロワットバイポーラ接合トランジスタの開発のために、高純度ゲルマニウム単結晶を製造する方法をゴードン・ティールと共に開発した。これによって、トランジスタが日常の電子機器に使用できるようになる一歩となった。

## 生いたちと教育
コロラド州パゴサスプリングスで生まれ、ライス大学で化学の学士号と修士号を取得。その後、イリノイ大学アーバナ校で物理化学の博士課程を修了した。

## 経歴
スパークスは、ジョン・バーディーン、ウォルター・ブラッテン、ウィリアム・ショックレーが最初のトランジスタを開発していたベル研究所で働くことになった。スパークスはベル研究所で、マイクロワットバイポーラ接合トランジスタの開発に取り組み、トランジスタを改良するための、チョクラルスキー法による高純度ゲルマニウム単結晶を製造する方法をゴードン・ティールと共に、開発した。 
この技術の開発によって、トランジスタが日常の電子機器に使用できるようになる一歩となった。
その後、スパークスはベル研究所を離れ、サンディア国立研究所の所長に就任した。

## 参照
- トランジスタの歴史（英語版）